# Борго Парко ла Векија (Бари)
Борго Парко ла Векија (итал. Borgo Parco la Vecchia) је насеље у Италији у округу Бари, региону Апулија.
Према процени из 2011. у насељу је живело 52 становника. Насеље се налази на надморској висини од 369 м.